# Kustos Lajos
Kustos Lajos (Kemenesmagasi, 1929. március 14. – Zalaegerszeg, 2009. november 24.) Zalaegerszeg Városi Tanácsának elnöke 1967 és 1990 között.

## Pályája
Dr. Kustos Lajos 1929. március 14-én a Vas vármegyei Kemenesmagasiban született. Apja Kustos György ipari munkás, anyja Szényi Jolán kiskereskedő volt. Elemi iskolai tanulmányait szülőfalujában és Celldömölkön végezte. A Pápai Református Kollégiumban érettségizett 1948-ban. 1949-től a Zala megyei ÁÉV főelőadójaként, majd 1952–65 között – rövid megszakításokkal – a Zalaegerszegi Ruhagyárban dolgozott, ahol a számviteli osztály vezetője és a vállalat párttitkára volt. 1955–56-ban az MDP Zala Megyei Bizottságának osztályvezetőjeként önálló pártfunkciót is betöltött. 1965-ben megválasztották a Zalaegerszegi Városi Tanács elnökhelyettesévé, 1967-ben pedig elnökévé, mely tisztséget 23 éven át töltötte be. 1979-ben elvégezte az Államigazgatási Főiskola államvezetéstan-szakát, 1982-ben ugyanitt a politikai tudományokból doktorált. Tanulmányai során kiváló német nyelvtudásra is szert tett.
Zalaegerszeg Városi Tanácsának elnökeként, az 1967-tel kezdődő időszakban Kustos Lajosnak főszerepe volt az addig meglehetősen elhanyagolt, provinciális zalai megyeszékhely modernizálásában, európai szintre történő fejlesztésében. Elnöksége idején a város lélekszáma 25 ezerről 60 ezer fölé nőtt, s lakásállományában, intézményrendszerében, kultúrájában, gazdaságában, iparában, országos és nemzetközi kapcsolataiban egyaránt látványosan gyarapodott. Kustos Lajos pályájának fontos éve volt 1969, amikor tíz környékbeli községet Zalaegerszeghez csatoltak, és átadták a városi fedett fürdőt. Vezetése alatt újult meg mindenekelőtt a városközpont, ahol rengeteg korszerű lakás került átadásra, de ekkor épült fel a skanzen, a Hevesi Sándor Színház, a bazitai TV-torony a kilátóval és a városi sportcsarnok is. 1985. március 7-én a „Szivárvány” kulturális vetélkedő egerszegi győzelemmel zárult, s ugyanebben az évben ünnepelték a megyeszékhely rendezett tanácsú várossá nyilvánításának 100. évfordulóját. 1989-ben Kustos Lajos kezdeményezésére jött létre a testvérvárosi kapcsolat Zalaegerszeg és a karintiai Klagenfurt között.
Kustos Lajosnak a városért és a megyéért végzett áldozatos munkáját több kitüntetéssel ismerték el: 1975-ben Hild Emlékérmet kapott, 1978-ban átvehette a Zala Szolgálatáért Emlékérem arany fokozatát, 1985-ben a Pro Urbe Zalaegerszegért díjat, 1989-ben a Zala Megyei Alkotói Díjat, 2000-ben a Zala Megye Díszpolgára címet. A város vezetőjeként tagja volt Zala megye Tanácsának – ilyen minőségében is mindenekelőtt Egerszeg érdekeit képviselte –, a Magyar Urbanisztikai Társaság elnökségének, a Minisztertanács Tanácsi Kollégiumának (1988), valamint – 1980-tól tíz éven át –  betöltötte a Hazafias Népfront Országos Tanácsa Településpolitikai Bizottságának elnöki tisztét. Tevékenységével elévülhetetlen érdemeket szerzett a modern Zalaegerszeg megteremtésében, melynek során a városközpont teljesen új arculatot kapott, nívós lakóházegyüttesekkel, terekkel, üzletekkel, szórakozási lehetőségekkel, továbbá létrejött a korszerű egészségügyi, oktatási és szociális intézményrendszer a szükséges infrastruktúrával, felvirágzott a város kulturális és sportélete, megteremtődött a gazdaságélénkítést és a további ipartelepítést lehetővé tevő ösztönző környezet – mindezzel együtt pedig Zalaegerszeg országos hírnévre, jelentőségre és tekintélyre tett szert.
Kustos Lajos a rendszerváltáskor, 1990-ben nyugállományba vonult, de utána még majdnem két évtizedig aktívan részt vett az egerszegi közéletben, különböző egyesületek és alapítványok munkáját támogatva. 2009. november 24-én hunyt el.
2016-ban a városi közgyűlés posztumusz díszpolgári cím adományozásával tisztelgett az egykori tanácselnök emléke előtt. A kitüntetést özvegye, dr. Kustosné Simonffy Zsuzsanna vette át.

## Művei
- Zalaegerszeg fejlődése 1945–1960 között. In: Fejezetek Zalaegerszeg történetéből. Zalaegerszeg Városi Tanácsa VB, 1970
- Zalaegerszeg közlekedési helyzete és közlekedés-fejlesztési terve. In: Városi Közlekedés, 1975/6
- Köszöntő A nő az irodalomban. A Magyar Irodalomtörténeti Társaság Zalaegerszegi Vándorgyűlése (1984. május 4–6.) c. kiadvány elé. Zala Megyei Könyvtár, 1984
- Előszó a Zalaegerszeg – Dokumentumok a város történetéből c. kiadványhoz. Zalaegerszeg Városi Tanácsa VB, 1985

Publikációi jelentek meg a Budapesti Fórum, Magyar Építőipar, Városépítés, Zalai Tükör c. lapokban.